# Männertreu
Männertreu (Lobelia erinus), auch Blaue Lobelie genannt, ist eine Pflanzenart aus der Gattung Lobelia innerhalb der Familie der Glockenblumengewächse (Campanulaceae). Die umgangssprachlich verkürzte Bezeichnung „Lobelie“ ist ungenau, da dies gleichzeitig der Name für die ganze Gattung Lobelia ist. Der Name Männertreu darf nicht mit Mannstreu verwechselt werden, einer Gattung der Doldenblütler (Apiaceae).

## Beschreibung

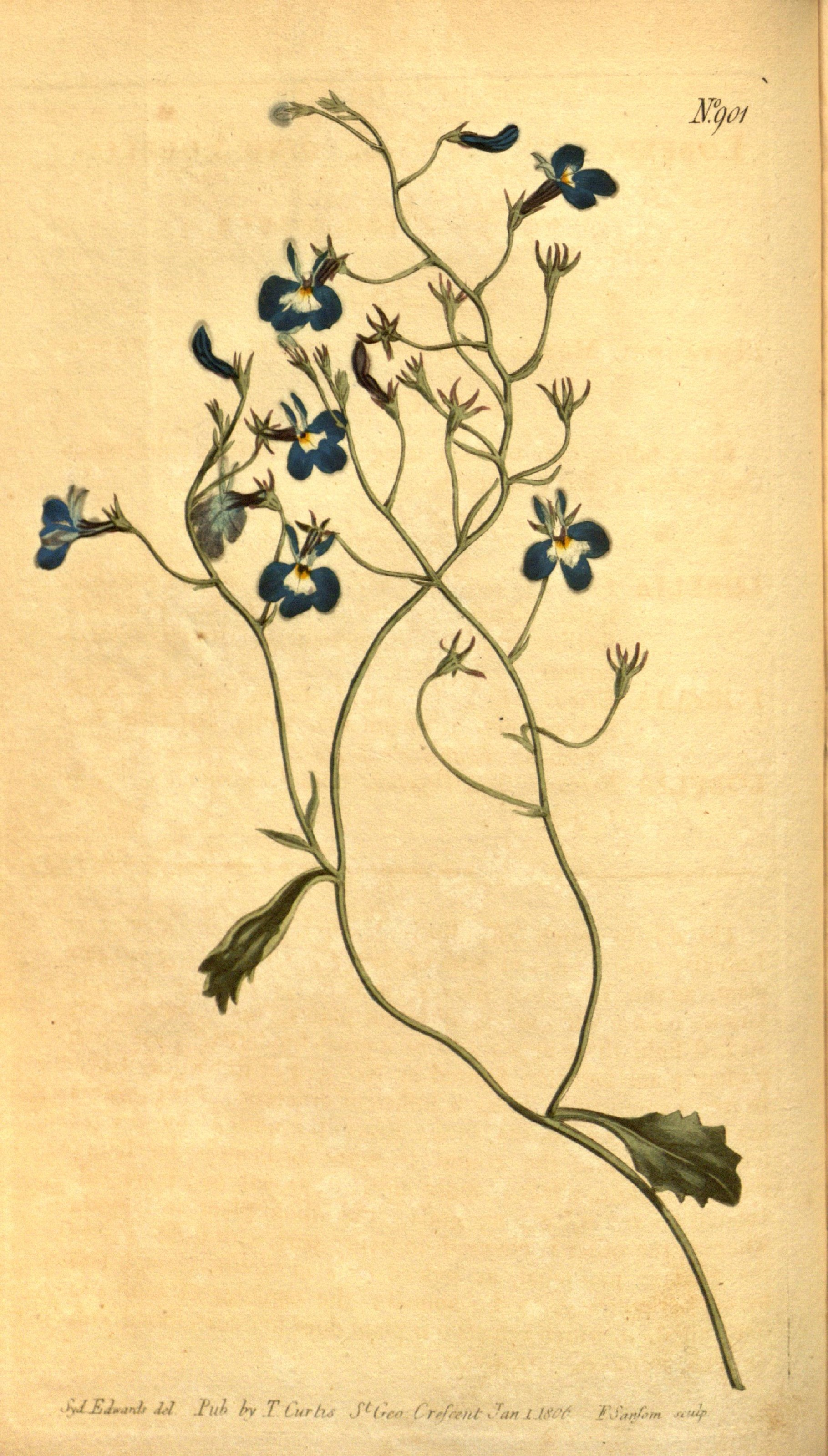
Illustration in Curtis's Botanical Magazine

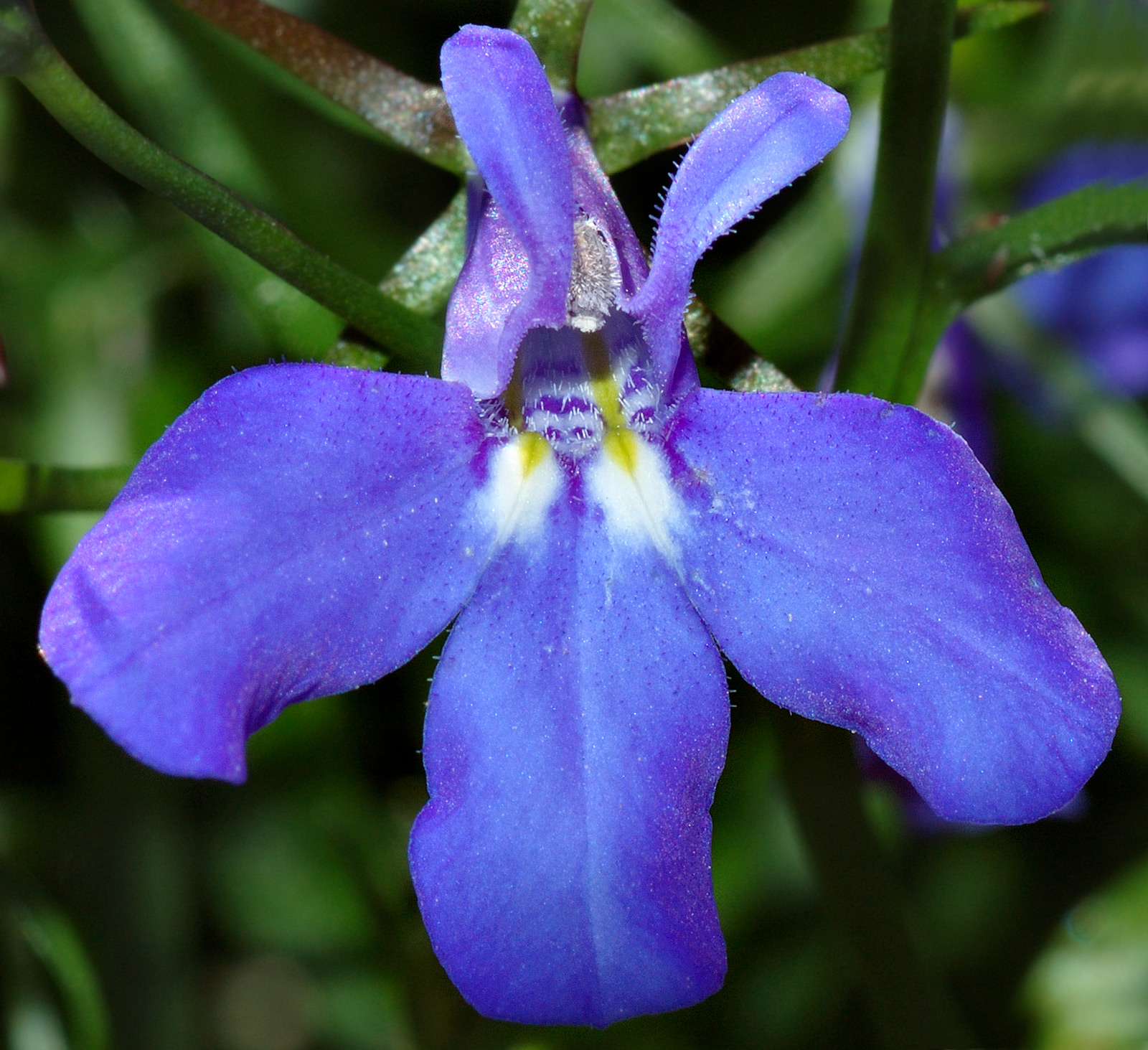
Blüte

### Vegetative Merkmale
Männertreu ist eine niedrige, buschig oder kriechend wachsende, einjährige bis ausdauernde krautige Pflanze. Sie wird 10 bis 30 Zentimeter hoch. Ihr Stängel ist ästig. Ihre Laubblätter sind mit einer Länge von 2 bis 3 Zentimetern relativ klein, eiförmig oder schmal bis verkehrt-eilänglich, mittel- bis dunkelgrün, manchmal bronzefarben überlaufen. Der Blattrand kann gesägt, gezähnt oder gelappt sein.

### Generative Merkmale
Von Sommer bis Herbst erscheinen die Blüten der Männertreu-Sorten. Über 0,5 bis 4,5 Zentimeter langen Blütenstandsschäften stehen etwa 5 Zentimeter lange, lockere traubige Blütenstände mit vielen Blüten. Die zwittrige Blüte ist bei einer Länge von bis zu 1 Zentimetern zygomorph und fünfzählig mit doppelter Blütenhülle. Die fünf Kelchblätter sind verwachsen. Die fünf Kronblätter sind röhrig verwachsen, wobei die Kronröhre auf der Oberseite bis fast zur Basis gespalten und zweilippig ist. Die fächerförmige Unterlippe ist dreilappig. Die Farbe der Krone variiert je nach Sorte zwischen weiß, blau, violett, purpur-, rosafarben oder rot das Zentrum ist gelb oder weiß. Die fünf Staubblätter sind 3 bis 7 Millimeter lang.
Es wird eine zweifächerige Kapselfrucht gebildet. Die braunen Samen sind 0,3 bis 0,4 Millimeter lang.
Die Chromosomenzahl beträgt 2n = 28 oder 42.

## Verbreitung
Das ursprüngliche Verbreitungsgebiet des Blauen Lobelie reicht vom tropischen Afrika bis zum südlichen Afrika, von Malawi, Mosambik, Sambia sowie Simbabwe südlich bis Botswana, Namibia, Eswatini, Lesotho und in die südafrikanischen Provinzen. Verwildert kommt die Art in Großbritannien, Irland, Deutschland, Italien, Marokko und Australien vor.

## Taxonomie
Die Blaue Lobelie wurde 1753 von Carl von Linné in Species Plantarum Band 2 Seite 932 als Lobelia erinus erstbeschrieben. 

## Nutzung
In Gemäßigten Gebieten der Welt sind die Männertreu-Sorten beliebte Zierpflanzen für Gärten und Balkone. Es gibt viele Sorten. Ein Teil der Sorten wird mit Samen vermehrt, andere Sorten werden nur über Stecklinge vegetativ vermehrt; es kommt darauf an, ob die Sorten „samenecht“ sind.

## Bilder
Lobelia erinus, Männertreu:

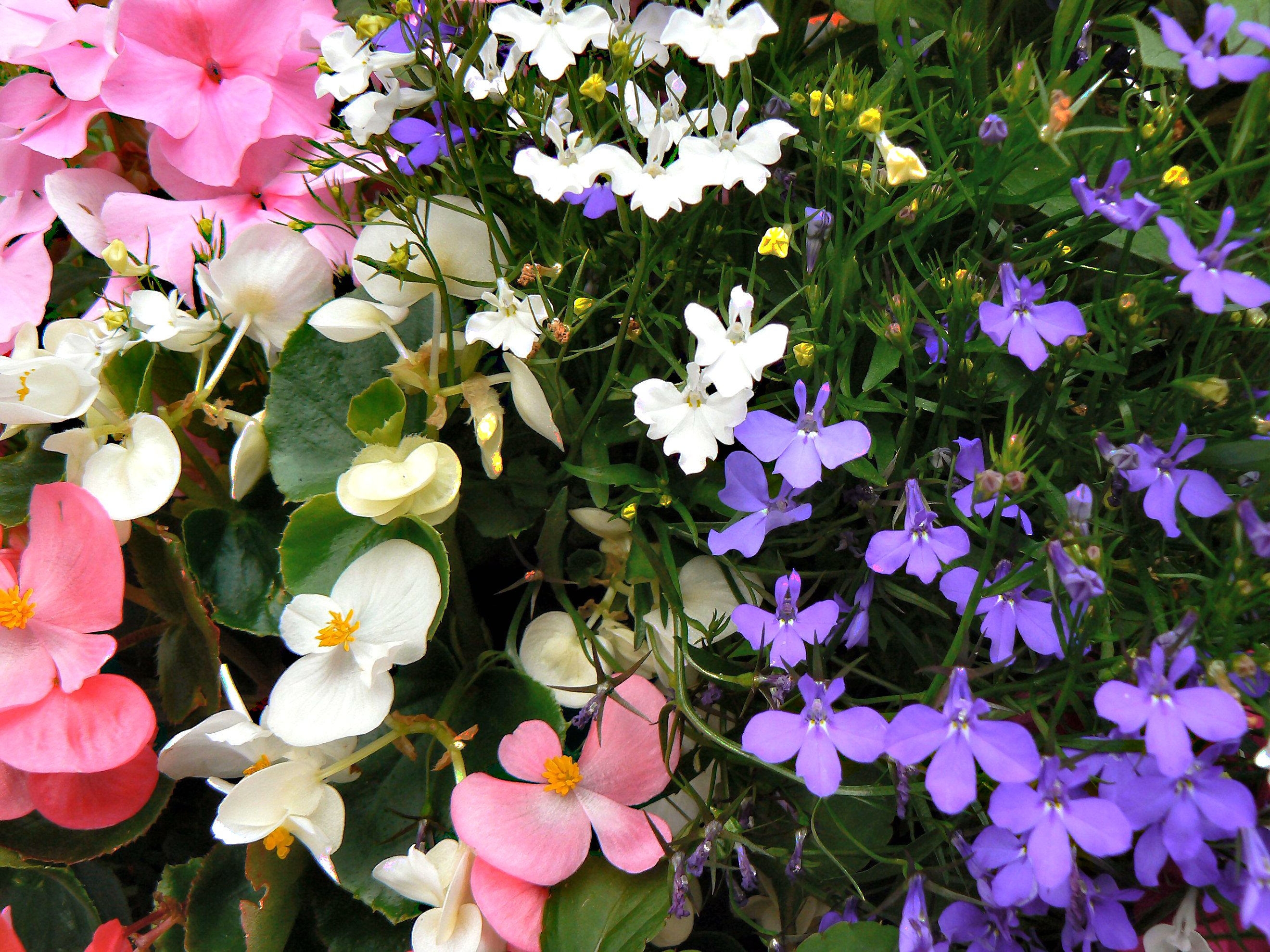
Mit blauen Blüten (rechts) und mit weißen Blüten (oben Mitte)
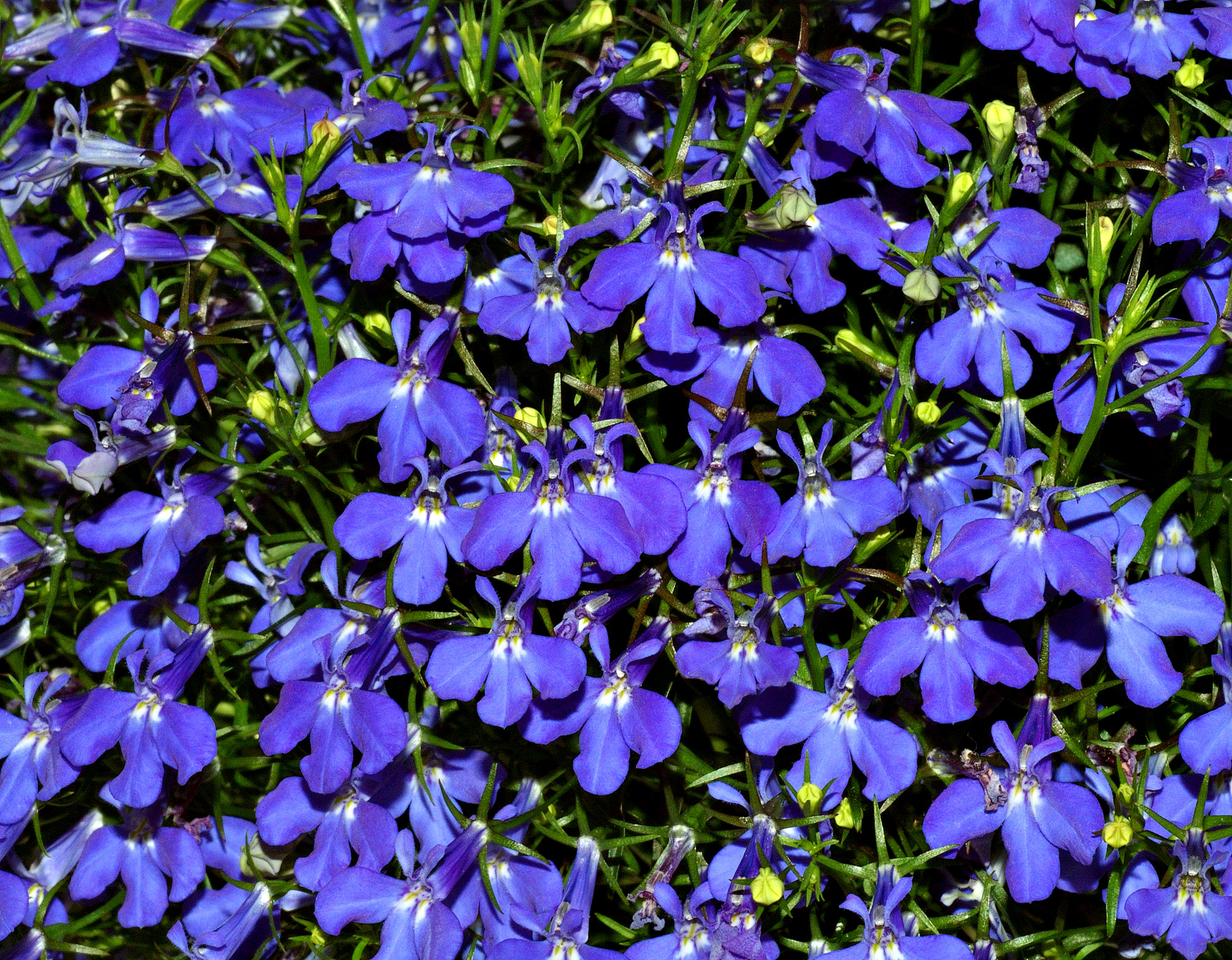
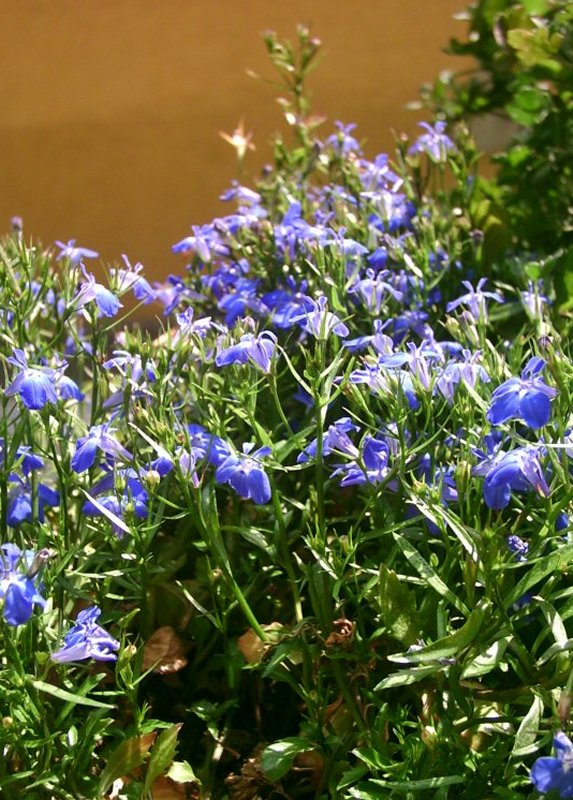
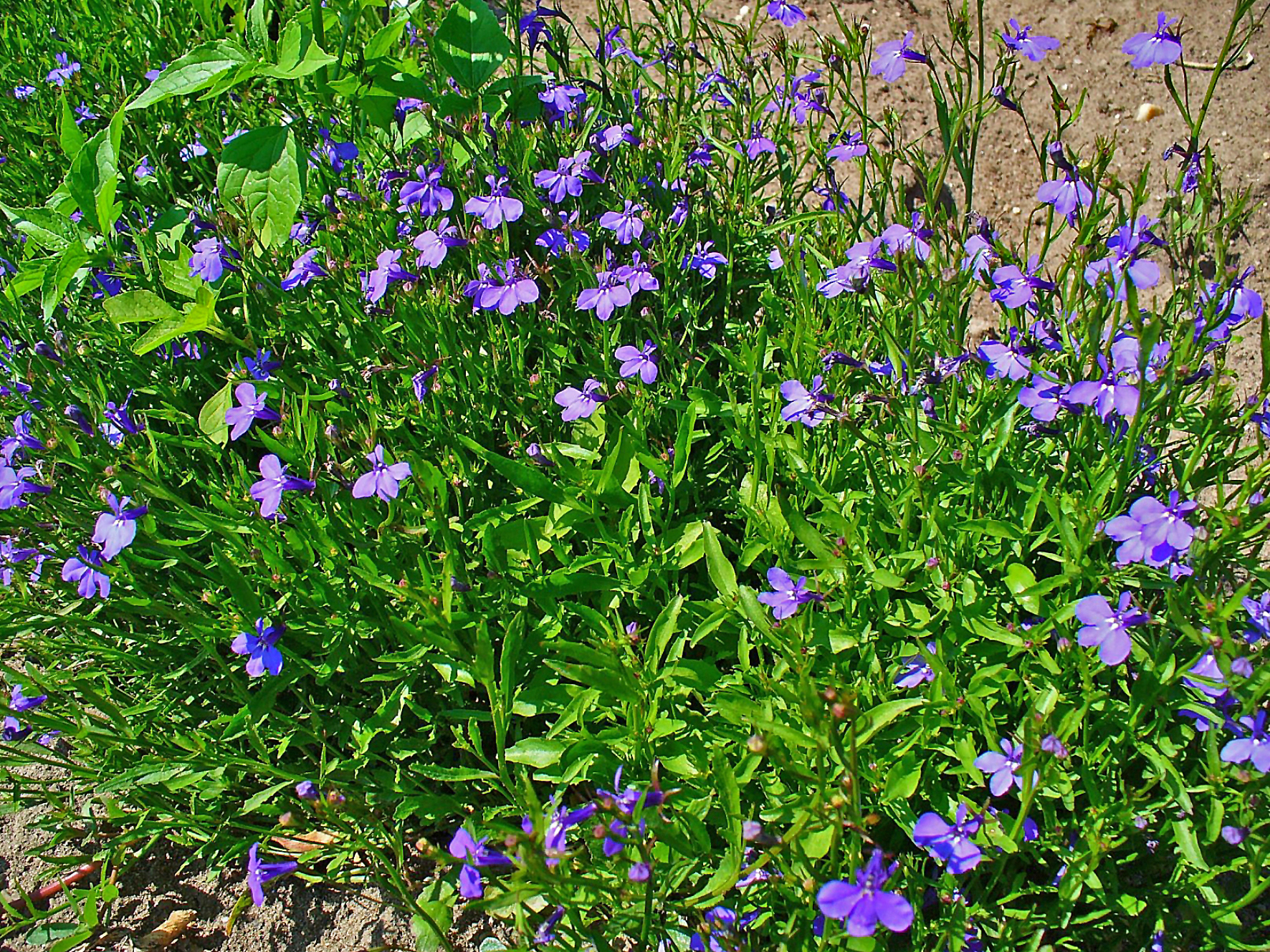
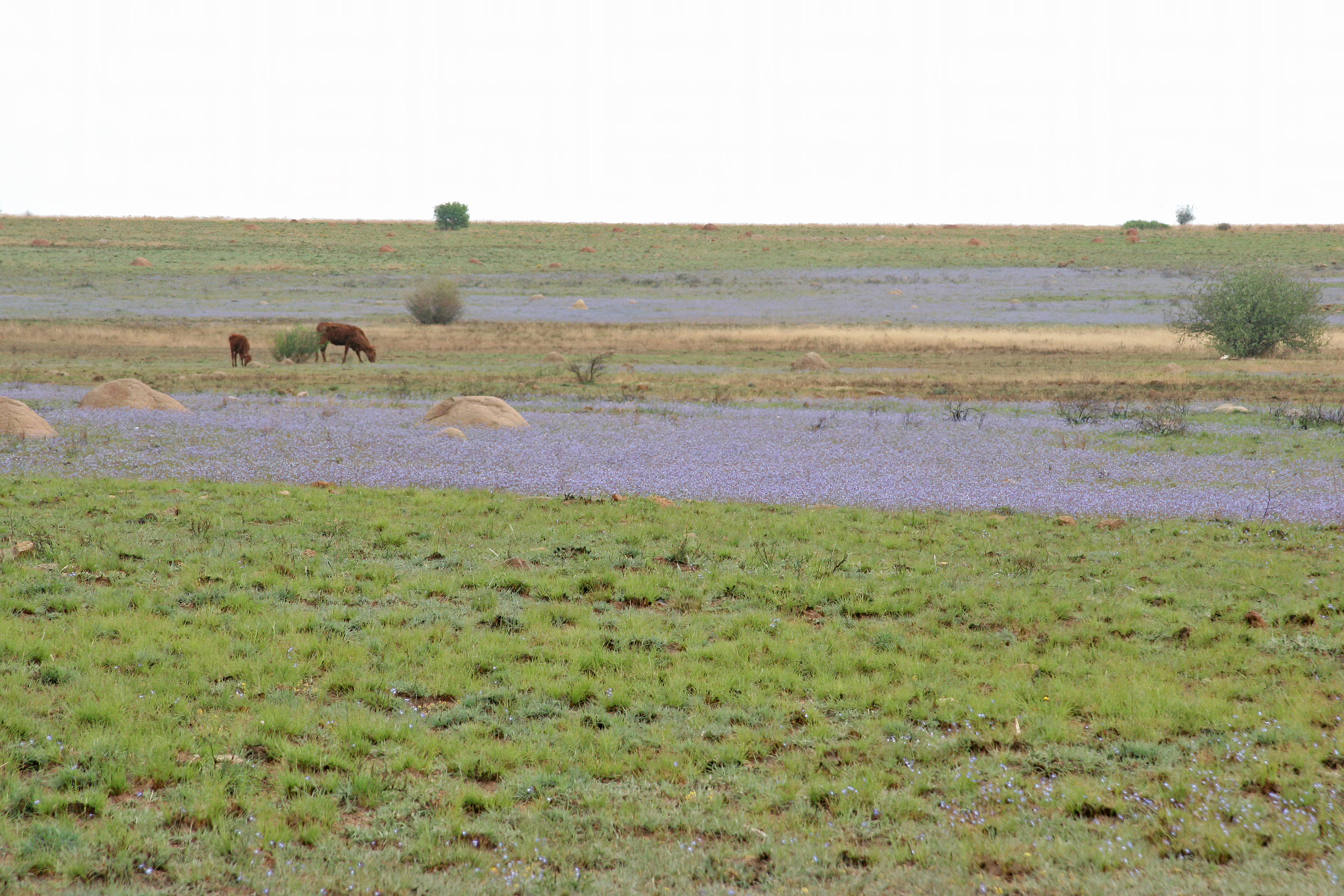
Blühender Bestand in Südafrika